# Kazalnica (skała)

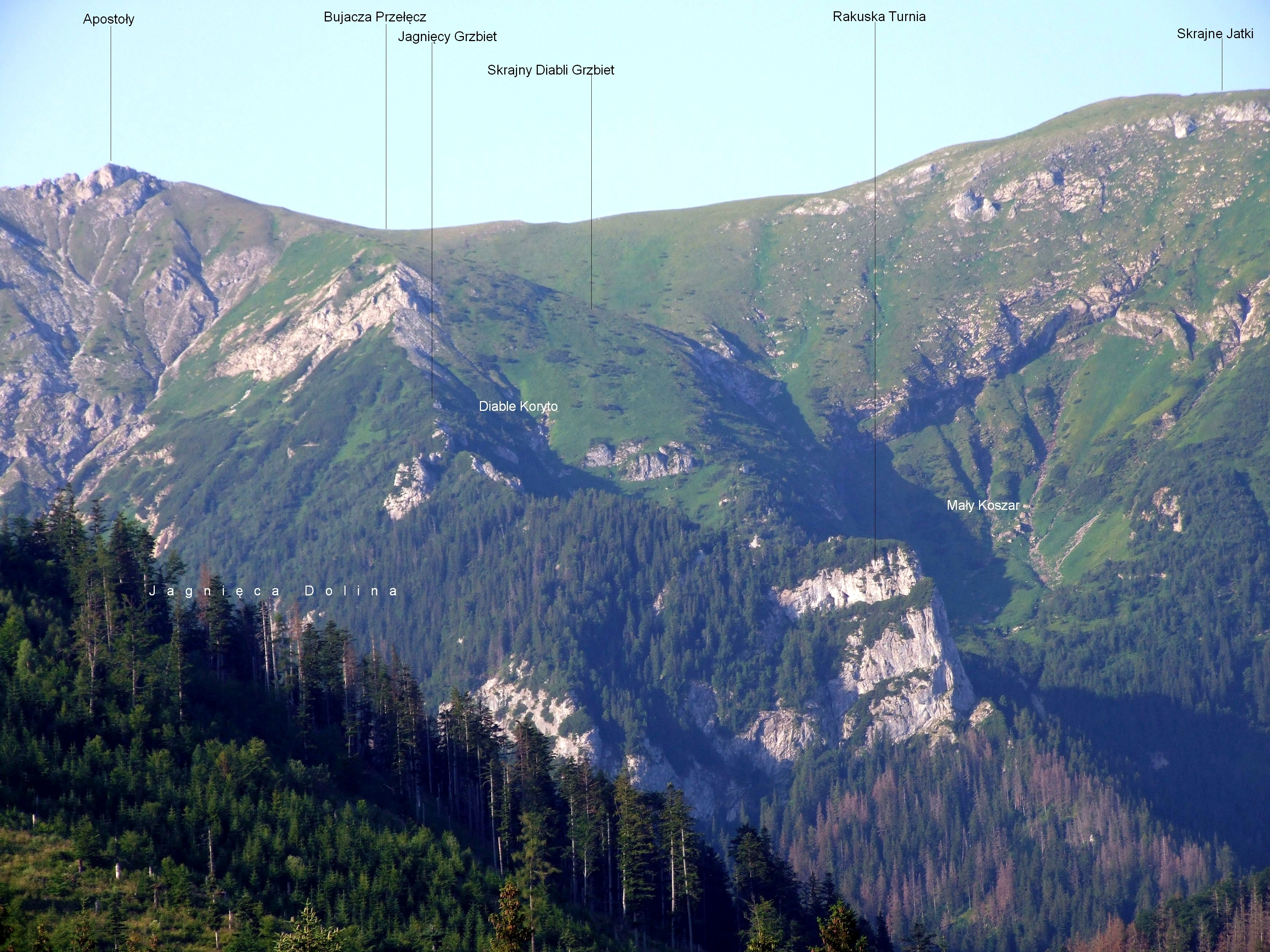
Rakuska Turnia – przykład kazalnicy

Kazalnica lub ambona skalna – skałka wypreparowana z grzbietu górskiego lub (rzadziej) ze zbocza lub wierzchowiny i z trzech stron ograniczona pionowymi ścianami. Charakterystyczną cechą jest występowanie na jej szczycie poziomej lub lekko tylko nachylonej platformy lub niewielkiej płaśni
Kazalnica to także często dodawany człon nazwy własnej, np. Cubryńska Kazalnica, Kazalnica Mięguszowiecka.